# Milan Poredski
Milan Poredski (* 21. Februar 1922 in Zagreb; † 7. Mai 2005 in Toronto, Kanada) war ein jugoslawischer Radrennfahrer.

## Sportliche Laufbahn
Poredski stammte aus dem kroatischen Teil des Landes und war Teilnehmer der Olympischen Sommerspiele 1948 in London für Jugoslawien. Im olympischen Straßenrennen schied er beim Sieg von José Beyaert aus. Die jugoslawische Mannschaft mit Poredski, Aleksandar Strain, August Prosenik, und Aleksandar Zorić kam nicht in die Mannschaftswertung.
Dreimal – 1946, 1948 und 1952 – gewann er die nationale Meisterschaft im Straßenrennen.
1945 siegte er im Etappenrennen von Triest nach Warna. 1947 gewann er das Straßenrennen bei den Balkan-Meisterschaften vor August Prosenik und siegte auch im Mannschaftszeitfahren mit dem Team aus Jugoslawien. 1948 war er Teilnehmer der Internationalen Friedensfahrt auf dem Kurs von Prag nach Warschau. Er gewann zwei Etappen, trug einen Tag lang das gelbe Trikot des Spitzenreiters und wurde 22. des Endklassements. Im Bahnradsport gewann er die nationalen Titel im Sprint und in der Einerverfolgung.
Später wanderte er nach Kanada aus.